# Vliegveld Ursel
Het vliegveld van Ursel (ICAO: EBUL) is een voormalig reservevliegveld van de NAVO, gelegen in het noordwesten van de Belgische provincie Oost-Vlaanderen. Het ligt ten noorden van de weg tussen Knesselare en Ursel. Aan de zuidkant van deze weg lag het in 1955 verdwenen oorlogsvliegveld B-67. Het vliegveld is nog steeds een reservevliegveld van Defensie. In 2025 raakte bekend dat er een nieuwe legerbasis komt, het Kwartier van de Toekomst Noord.

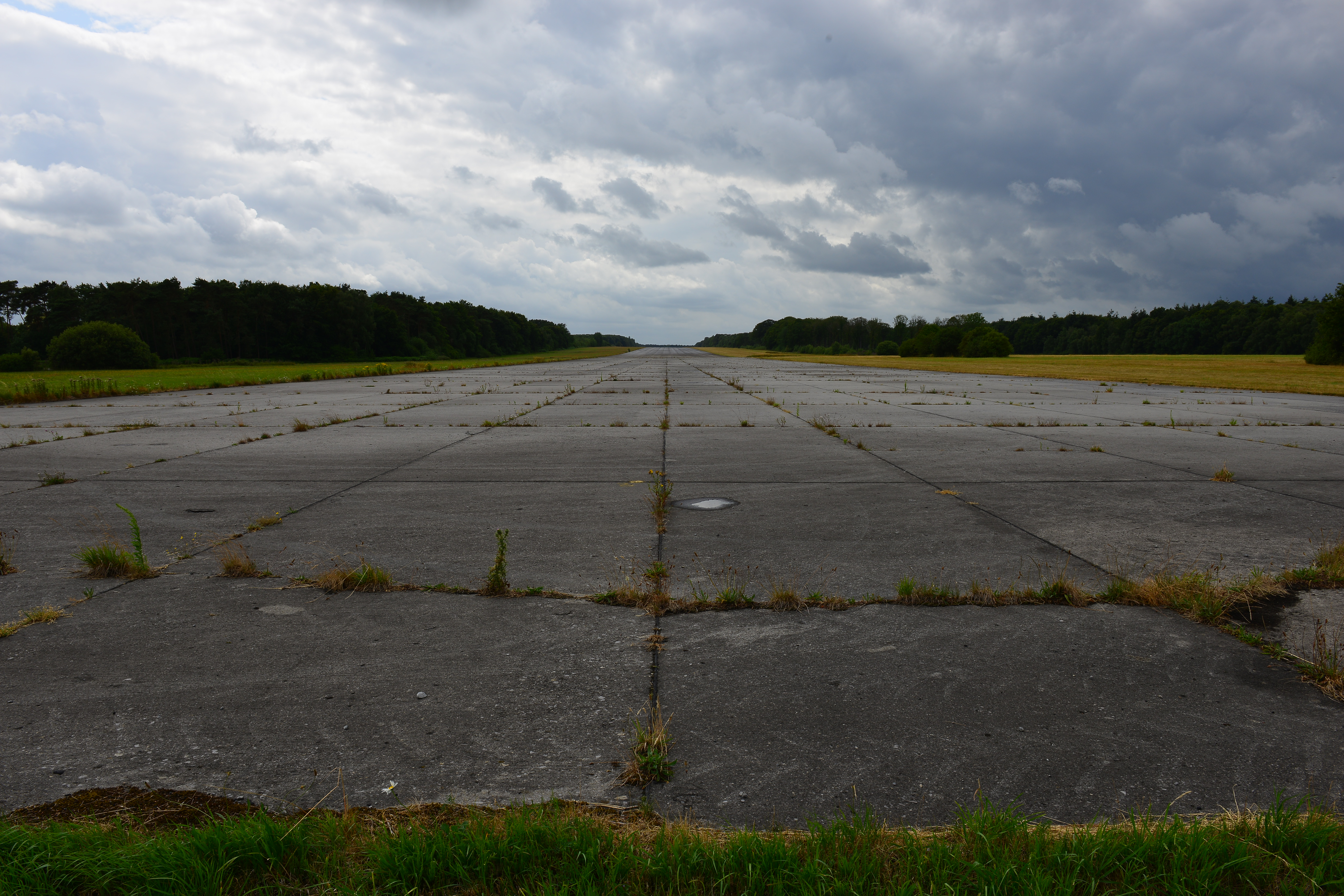
Gezicht op de start- en landingsbaan van het reservevliegveld in de 25-richting

## Geschiedenis
Het huidige vliegveld staat gecategoriseerd als reservevliegveld van de Belgische luchtcomponent. Het werd tussen 1952 en 1955 aangelegd op verzoek van SHAPE (Supreme Headquarters Allied Powers Europe, het centrale commandocentrum van de NAVO). Ook de reservevliegvelden van Bertrix-Jehonville, Saint-Hubert, Weelde, Zoersel-Oostmalle en Zutendaal werden als gevolg van deze NAVO-verordening rond dezelfde tijd ingericht. Voor de aanleg van de baan werd een deel van de betonplaten van het oorlogsvliegveld B-67 gebruikt. Als gevolg van de val van het IJzeren Gordijn en de verminderde dreiging van het Warschaupact werd de vliegbasis in 1993 door de NAVO vrijgegeven.

## Infrastructuur
Het vliegveld heeft één grote start- en landingsbaan van 2980 meter lengte, waarvan voor civiele activiteiten 742 meter kan worden gebruikt. Dit bruikbare gedeelte wordt aangegeven met markeringen. Deze baan is georiënteerd in de 07/25-richting en bevindt zich op een hoogte van 29 m (95 ft). De door SHAPE voorgeschreven taxiweg loopt parallel aan de landingsbaan en kon oorspronkelijk ook als reservelandingsbaan gebruikt worden.

## Gebruik
Het vliegveld is in gebruik bij eigenaren van privévliegtuigen en ultralight vliegtuigen en is ook de thuisbasis van de vliegverenigingen Aero Club Brugge en de Vliegclub Ursel die actief zijn tijdens weekeinden en feestdagen. Het domein, buiten de landingsbaan zelf, is vrij toegankelijk voor voetgangers en fietsers. Jaarlijks vond er een militariabeurs plaats, Wings and Wheels genaamd.

### Ursel Avia
Ursel Avia is een luchtvaartevenement georganiseerd door Vliegclub Ursel. Het is een familie-gebeuren met activiteiten op de grond en in de lucht. In juli 2022 werd de tweedaagse opgesplitst in een open-cockpit-dag en een Vliegdag. De volgende editie vindt plaats in 2025.

## Ongevallen
Tijdens de militariabeurs op 7 augustus 2004 reed een dubbeldeksvliegtuig van het type Pitts S2B tijdens het taxiën een stilstaand toestel aan. Een piloot liep hierdoor zware verwondingen op aan de hand en het aangezicht. Nadat hij door de brandweer uit het toestel bevrijd was, werd hij afgevoerd naar het ziekenhuis in Gent. Hij verkeerde niet in levensgevaar.
Op 2 januari 2010 stortte een Cessna 172P Skyhawk neer in het beboste gebied in de onmiddellijke omgeving van het vliegveld. Hierbij kwamen de vrouwelijke piloot en haar mannelijke passagier om het leven. Tien minuten na het opstijgen van het toestel woedde boven het vliegveld een hevige sneeuwbui. Vermoedelijk werd het ongeluk veroorzaakt door slechte zichtbaarheid.
Op 14 april 2012 viel de motor van een Socata MS880B uit tijdens het simuleren van een landing met motorpech. De piloot probeerde een noodlanding te maken. Hierbij kwam de rechtervleugel van zijn toestel in aanraking met een boom. Het vliegtuig stortte neer op een weiland in de nabijheid van het vliegveld. De piloot werd met lichte verwondingen aan het hoofd afgevoerd naar een ziekenhuis.

## Natuurgebied
Het vliegveld is gelegen aan de rand van het natuurgebied het Drongengoed. Tijdens de week beheert het Agentschap voor Natuur en Bos samen met Natuurpunt het domein. Volgens deze verenigingen is de omgeving van de vliegbasis uiterst waardevol omdat zij bestaat uit heide en heideschraal grasland. Op deze natte heide groeit onder andere de zeldzame ronde zonnedauw, een vleesetend plantje. Verder komen er nog een aantal zeldzame diersoorten voor zoals het groentje (een dagvlindersoort), een aantal nachtvlinders, de levendbarende hagedis en de boompieper. Om het heideherstel mogelijk te maken rooide het Agentschap voor Natuur en Bos de naaldbomen tussen de taxiweg en de start- en landingsbaan. Vervolgens werd de toplaag afgeschraapt zodat oorspronkelijke heidebegroeiing zich opnieuw kon ontwikkelen.

## Milieuvergunningen
Het college van burgemeester en schepenen van Knesselare verleende op 25 mei 2011 milieuvergunningen aan de drie vzw's die van het vliegveld gebruikmaken. Op 27 januari 2012 werd door de stichting Natuurpunt en Partners Meetjesland beroep aangetekend tegen deze vergunningen. Deze vereniging merkte op dat het gebied een hoge ecologische en recreatieve waarde bezit en formuleerde onder meer het bezwaar dat de vele vliegbewegingen de omgeving zouden verstoren. De Raad van State oordeelde dat het niet voldoende aangetoond was dat de vliegactiviteiten inderdaad een storende werking hadden op het milieu en verklaarde het aangetekende beroep niet ontvankelijk.